# Camille Lou
Camille Houssière, nghệ danh Camille Lou, là một ca sĩ và nghệ sĩ biểu diễn, nhạc sĩ kiêm diễn viên người Pháp, cô sinh ngày 22 tháng 5, 1992  ở Maubeuge, Nord, Pháp.
Cô được biết đến với các vai diễn trong các vở nhạc kịch như "1789, những người tình của Bastille" trong vai Olympe du Puget và "Truyền thuyết về vua Arthur" trong vai Vương hậu Guinevere.

## Tiểu sử

### Đời tư
Cha của Camille là một ca sĩ và nghệ sĩ guitar trong một nhóm nhạc có tên là "Les Paradoxes"; cô và các chị của mình đã được làm quen với ca hát và âm nhạc từ rất sớm, mỗi người đều học chơi một nhạc cụ (Camille thì học chơi violin). Ở tuổi mười hai, cô đã giành chiến thắng trong một cuộc thi hát ở địa phương của mình đó là "Voix de Noël" ("Giọng hát Giáng sinh"), ở Hautmont. Cô cũng là em họ của Florentin Cabezon, thành viên của nhóm nhạc pop Arcadian.
Cô đã học trung học tại trường Lycée Notre-Dame de Grâce ở Maubeuge. Sau khi lấy bằng tú tài, cô đăng ký học luật tại Đại học Valenciennes.

### Sự nghiệp

#### Sân khấu nhạc kịch
Camille bắt đầu sự nghiệp của mình vào tháng 1 năm 2010 với các vở diễn cùng với Louis Delort.

#### Chương trình truyền hình
Vào mùa thu năm 2016, Camille tham gia vào mùa thứ bảy của chương trình "Bước nhảy hoàn vũ" trên TF1 cùng với bạn nhảy là vũ công Grégoire Lyonnet, chung cuộc họ về nhì trong cuộc thi.

## Vở nhạc kịch
- 2011–2014: "1789, những người tình của Bastille", vai Olympe du Puget, người hầu của Maria Antonia của Áo
- 2015–2016: "Truyền thuyết về vua Arthur", vai Nữ hoàng Guinevere

## Các bài hát

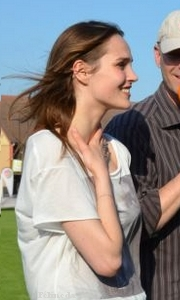
Camille ở quê nhà Maubeuge năm 2014.

### Album solo
- 2010: "Cuộc phiêu lưu vĩ đại"[5]
- 2017: "Love me Baby" (cover của Sheila)

### Album nhạc kịch
- 2012: "1789, những người tình của Bastille"[6]
- 2015: "Truyền thuyết về vua Arthur"[7][8]

### Song ca
- 2014: "Người đẹp và Quái vật" song ca cùng Garou trong album "Chúng tôi yêu Disney"
- 2014: "Mặt trời của cuộc đời tôi" song ca cùng Amir trong album "Mãi mãi là quý ông 2"
- 2015: "Thời điểm của cuộc đời tôi" song ca cùng David Carreira trong album "Những ngôi sao màn bạc"
- 2018: "Tình yêu", bài hát từ thiện cho hiệp hội khẩn cấp của người đồng tính

## Đóng phim

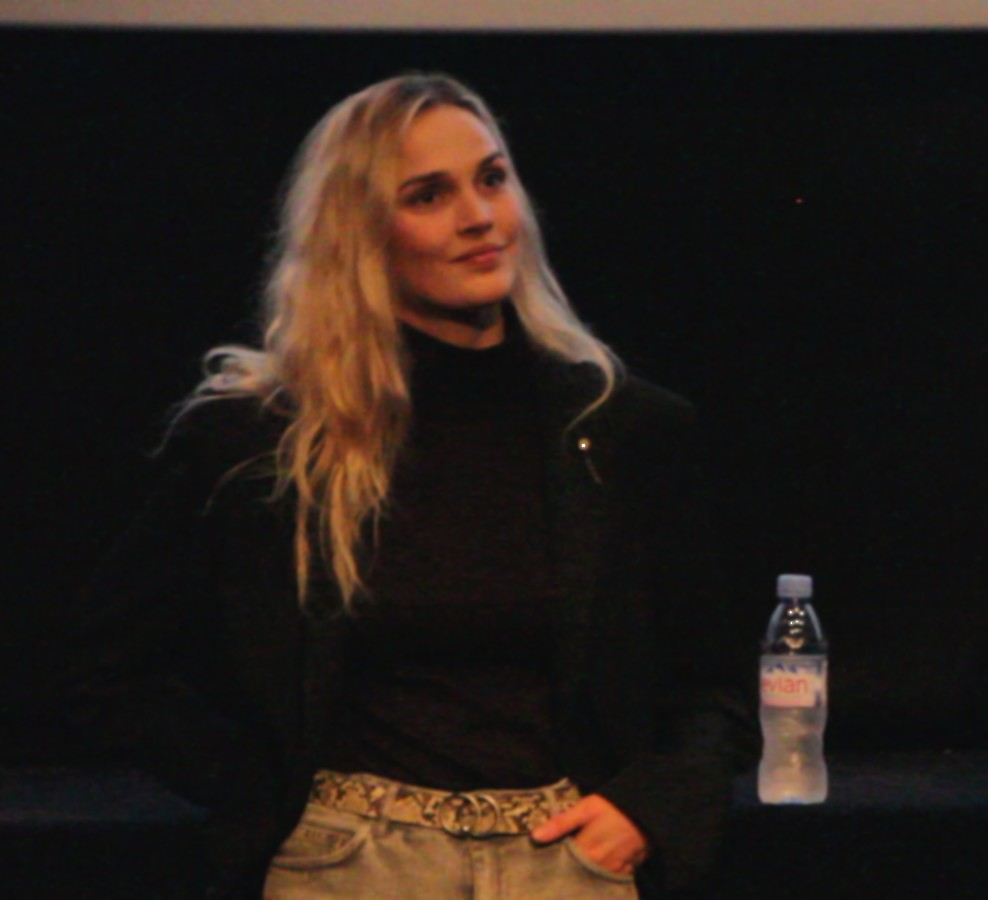
Camille tại buổi ra mắt phim "Cho đến nay, mọi thứ đang diễn ra tốt đẹp" ở Lille vào tháng 2 năm 2019.

### Phim điện ảnh
- 2017: "Hãy cưới tôi đi anh bạn" của đạo diễn Tarek Boudali, vai cô gái cà phê
- 2019: "Cho đến nay mọi thứ đang diễn ra tốt đẹp" của đạo diễn Mohamed Hamidi, vai Elodie
- 2019: "Chơi" (hay "Tua lại cuộc đời") của đạo diễn Anthony Marciano, vai Fanny
- 2021: "Thối nát" của đạo diễn Nicolas Cuche, vai Stella

### Phim truyền hình
- 2018: "Vòng tay đỏ" của đạo diễn Nicolas Cuche, vai Aurore (12 tập)
- 2018: "Mẹ sai rồi" của đạo diễn François Velle, vai Angie (6 tập)
- 2019: "Ngôi chợ từ thiện" của đạo diễn Alexandre Laurent, vai Alice de Jeansin (8 tập)
- 2021: "Tôi hứa với bạn" của đạo diễn Arnaud Sélignac và Renaud Bertrand, vai Florence (24 tập)
- 2021: "Tôi đã nói dối" của đạo diễn Frédéric Berthe (6 tập)
- 2021: "Dòng chảy Giáng sinh" (hay "Christmas Flow") (loạt phim Netflix) của đạo diễn Nadège Loiseau (3 tập)
- 2021: "Những máy bay chiến đấu" của đạo diễn Alexandre Laurent, vai Suzanne (8 tập)

### Quảng cáo
- 2017: SNCF, ''Khi TGV tăng tốc", Hollywood phải theo sau Kim Chapiron với Kevin Costner, Valérie Ducombe[9]

## Chương trình truyền hình
- 2015 và 2016: "Fort Boyard" trên kênh France 2 với tư cách thí sinh
- 2016: "Bước nhảy hoàn vũ" (mùa 7) trên kênh TF1, á quân (với bạn nhảy Grégoire Lyonnet)
- 2018: "Đầu bếp bánh ngọt giỏi nhất, người nổi tiếng đặc biệt" (mùa 3) trên kênh M6, vào đến chung kết

## Giải thưởng

### Đề cử
- NRJ Music Awards 2013:
  - Nhóm/đôi/đoàn kịch/tập thể tiếng Pháp cho  "1789, những người tình của Bastille"
  - Bài hát tiếng Pháp của năm cho "Rơi vào ánh mắt của anh" (song ca với Louis Delort)
- NRJ Music Awards 2015:
  - Nhóm/đôi/đoàn kịch/tập thể tiếng Pháp cho  "1789, những người tình của Bastille"